# Устименко Олександр Володимирович
Олекса́ндр Володи́мирович Усти́менко — генерал-лейтенант, начальник Центру спеціальних операцій боротьби з тероризмом, захисту учасників кримінального судочинства та працівників правоохоронних органів Служби безпеки України (2015—2020).

## Життєпис
Працював старшим науковим співробітником центру військово-стратегічних досліджень Національного інституту оборони.
Начальник Центру спеціальних операцій боротьби з тероризмом, захисту учасників кримінального судочинства та працівників правоохоронних органів СБУ.
Призначений на посаду 20 березня 2015 року. Звільнений з посади 19 травня 2020 року.